# San Juan (Veraguas)
San Juan es un corregimiento del distrito de San Francisco en la provincia de Veraguas, República de Panamá. La localidad tiene 1.591 habitantes (2010). unos de los (4) Corregimientos de las montañas Norte de San Francisco, cuenta actualmente (2021) con (12) comunidades; Los Llanitos (El Pato), La Utiria (La Rana), Los Pintos, Naranjal ( Calle Arriba y Calle Abajo), Los Hernández, Los Pardos, La Honda, Los González, El Cristo (Arriba y Abajo), El Quinol, El Gatu y la Comunidad cabecera de San Juan. 